# Episodi di Dawson's Creek (quarta stagione)
La quarta stagione della serie televisiva Dawson's Creek, composta da 23 episodi, è stata trasmessa negli Stati Uniti dal canale The WB dal 4 ottobre 2000 al 23 maggio 2001.
In Italia è stata trasmessa da Italia 1 dal 16 aprile 2001 al 23 aprile 2002.
| nº | Titolo originale           | Titolo italiano           | Prima TV USA     | Prima TV Italia |
| -- | -------------------------- | ------------------------- | ---------------- | --------------- |
| 1  | Coming Home                | La resa dei conti         | 4 ottobre 2000   | 16 aprile 2001  |
| 2  | Falling Down               | Un aiuto per Pacey        | 11 ottobre 2000  | 18 aprile 2001  |
| 3  | The Gentlement in Capeside | La tempesta               | 18 ottobre 2000  | 20 aprile 2001  |
| 4  | Future Tense               | Grandi speranze           | 25 ottobre 2000  | 24 aprile 2001  |
| 5  | A Family Way               | Un annuncio inaspettato   | 1º novembre 2000 | 26 aprile 2001  |
| 6  | Great Xpectations          | Un rave da sballo         | 8 novembre 2000  | 30 aprile 2001  |
| 7  | You Had Me at Goodbye      | Arrivederci Andie         | 15 novembre 2000 | 2 maggio 2001   |
| 8  | The Unusual Suspects       | I soliti sospetti         | 22 novembre 2000 | 4 maggio 2001   |
| 9  | Kiss Kiss Bang Bang        | Un bacio sotto il vischio | 29 novembre 2000 | 8 maggio 2001   |
| 10 | Sel Reliance               | Fiducia in se stessi      | 20 dicembre 2000 | 10 maggio 2001  |
| 11 | The Tao of Dawson          | Dimenticare Joey          | 10 gennaio 2001  | 14 maggio 2001  |
| 12 | The Te of Pacey            | I diciotto anni di Pacey  | 17 gennaio 2001  | 16 maggio 2001  |
| 13 | Hopeless                   | Differenze d'età          | 31 gennaio 2001  | 18 maggio 2001  |
| 14 | A Winter's Tale            | La decisione di Joey      | 7 febbraio 2001  | 22 maggio 2001  |
| 15 | Four Stories               | Mentire per amore         | 14 febbraio 2001 | 24 maggio 2001  |
| 16 | Mind Games                 | Giochi ad incastro        | 28 marzo 2001    | 15 aprile 2002  |
| 17 | Admissions                 | Grazie, Dawson            | 11 aprile 2001   | 16 aprile 2002  |
| 18 | Eastern Standard Time      | Un tuffo nel passato      | 18 aprile 2001   | 17 aprile 2002  |
| 19 | Late                       | Ritardi... e arrivi       | 25 aprile 2001   | 17 aprile 2002  |
| 20 | Promicide                  | Situazione impossibile    | 2 maggio 2001    | 18 aprile 2002  |
| 21 | Separation Anxiety         | Separarsi                 | 9 maggio 2001    | 18 aprile 2002  |
| 22 | The Graduate               | Il giorno del diploma     | 16 maggio 2001   | 22 aprile 2002  |
| 23 | Coda                       | Il lungo addio            | 23 maggio 2001   | 23 aprile 2002  |

## La resa dei conti
- Titolo originale: Coming Home
- Diretto da: Greg Prange
- Scritto da: Greg Berlanti

### Trama
Pacey e Joey tornano a Capeside dal loro viaggio in barca durato tutta l'estate, Pacey scopre che Gretchen (sua sorella maggiore) è tornata in città, vuole prendersi una pausa dall'università, mentre Bessie dà a Joey una bella notizia: il bed & breakfast è in attivo, finalmente ha ottenuto dei profitti.
Jack, Jen, Andie e Dawson hanno trascorso insieme una bella estate, quest'ultimo da un po' di tempo ha iniziato a dedicarsi alla fotografia, inoltre Jack e Dawson lavorano come tuttofare. I due ragazzi, al negozio di ferramenta, incontrano Gretchen, effettivamente lei e Dawson si salutano con affetto, lui è felice che sia tornata a Capeside. Dawson confessa a Jack che Gretchen era stata il suo primo amore quando lui era ancora un bambino.
Jen e Henry adesso vivono una relazione a distanza dato che a quest'ultimo è stata concessa una borsa di studio in un altro liceo. Intanto Andie tenta di evitare Pacey, è evidente che lo ama ancora e non è pronta per affrontarlo.
Calata la notte, mentre Dawson è al cinema drive-in in compagnia di Jack e Jen, vede Joey in compagnia di Pacey, all'inizio voleva evitare il confronto con la sua ex, ma Jen lo incoraggia a tentare con lei una riconciliazione. Pacey sospetta che Gretchen gli nasconda qualcosa avendo notato che lei è stata più volte evasiva quando lui le ha domandato per quale motivo ha lasciato l'università.
Dawson si sforza di avere con Joey un rapporto cordiale, lui la riaccompagna a casa e Joey gli fa un regalo: un mattone della casa di Ernest Hemingway. Dawson non se la sente di prometterle che torneranno amici come prima, anche perché non è nemmeno sicuro di volerlo, ma Joey è fiduciosa coltivando la speranza che prima o poi le cose tra loro si riaggiusteranno.
- Curiosità: Gretchen abitando con Doug descrive la convivenza con lui affermando che «È come vivere con Felix Unger sotto effetto di crack» tuttavia del doppiaggio italiano della serie Gretchen pronuncia la frase «È come vivere con una perfetta donnina di casa».

## Un aiuto per Pacey
- Titolo originale: Falling Down
- Diretto da: Sandy Smolan
- Scritto da: Tom Kapinos

### Trama
Inizia l'ultimo anno di scuola, Pacey e Gretchen trovano una casa in affitto e decidono di andarci ad abitare insieme. Pacey scopre che Mitch è il nuovo consulente scolastico, egli è costretto a rimproverare il ragazzo per aver trascorso l'estate in barca quando invece sarebbe dovuto rimanere a Capeside per seguire i corsi di recupero, infatti Pacey era partito senza nemmeno dare un'occhiata alla propria pagella scolastica: a sua insaputa era stato bocciato in tre materie. Mitch mette in guardia Pacey, rischia la bocciatura e dovrà affrontare l'umiliazione di guardare i suoi amici diplomarsi senza di lui, e mentre loro andranno all'università lui dovrà ripetere l'anno, l'unico modo per impedirlo è che Pacey, oltre a lavorare per mantenere una buona media scolastica, dovrà contemporaneamente seguire i corsi di riparazione ogni giorno dopo l'orario scolastico e recuperare i cattivi voti dell'anno precedente.
Jen trova strano che Henry non si stia più tenendo in contatto con lei, Jack confessa a Andie che Henry ha deciso di lasciarla, non vuole seguitare una relazione a distanza dal momento che desidera frequentare altre ragazze. Jack decide di assumersi lui la responsabilità di parlare con Jen riguardo a Henry, effettivamente Jen intuisce da sola che Henry, con Jack a fare le veci del suo ragazzo, ha deciso di porre fine alla loro storia, e si arrabbia con l'amico. Intanto Joey cerca un nuovo lavoro, Andie le consiglia di farsi assumere allo Yacht Club dato che cercano una cameriera, tuttavia Joey non ritiene di avere le carte in regola per lavorare in un ambiente così altolocato. Si presenta al colloquio conoscendo la signora Valentine, la direttrice dello Yacht Club, seguendo i consigli di Andie le fa credere di appartenere all'alta società e di conoscere la famiglia Ross, che infatti sono membri del comitato del club, ottenendo così il lavoro.
Pacey non ha il coraggio di confessare a Joey i propri problemi scolastici, lei ormai si sta proiettando oltre Capeside, smaniosa di lasciare la città dopo il diploma, lui invece non è sicuro di riuscire a evitare la bocciatura. Mitch chiede a Dawson di aiutare Pacey, in un primo momento preferisce rimanere in disparte ma quando Dawson vede che Pacey non si sta più presentando a scuola, confessa a Joey che purtroppo senza che lei lo sapesse Pacey rischia di non superare l'anno scolastico. Joey si arrabbia con Pacey che ha tentato di nasconderle la verità, tra l'altro anche se Pacey si ostina a fingere di avere tutto sotto controllo, è ovvio che non è in grado di gestire la situazione, infatti non sembra intenzionato a voler risolvere i suoi problemi a scuola ed essendo arrabbiato e frustrato cerca sempre con Joey la lite. Quest'ultima accusa il proprio fidanzato di essere un codardo perché, invece che affrontare i problemi, Pacey sceglie sempre di arrendersi dato per lui ciò rappresenta la soluzione più facile.
Joey serve un cliente allo Yacht Club, si tratta di Owen Ross, la sua presenza la mette in difficoltà, lei ha ottenuto il lavoro fingendo di essere un'amica della famiglia Ross, ma Owen rischia di sbugiardarla. Solo in seguito Joey scopre che in realtà quello non è Owen Ross, ma Drue: il figlio della signora Valentine. Lui si era divertito a mettere Joey sotto pressione sapendo che aveva mentito e che non conosce la famiglia Ross, però ha deciso di mantenere il segreto avendo trovato divertente il fatto che Joey abbia usato l'astuzia per ottenere il lavoro. Dawson ha capito che Jen sta proiettando su Jack la rabbia contro Henry, con quest'ultimo ha avuto quella che è stata la sua prima relazione seria, Dawson però le fa capire che l'amicizia è più importante dell'amore perché è un sentimento più persistente; sentendo queste parole Jen perdona Jack riconciliandosi con lui.
Gretchen rimprovera Pacey perché anche se lui continua a identificare i propri problemi con il brutto rapporto che ha con la sua famiglia, lei in realtà ha capito che Pacey cerca solo un  pretesto per sabotare la sua relazione con Joey in modo da evitare un confronto con la figura di Dawson. Mentre Joey è tutta sola viene raggiunta da Pacey il quale ammette che quando si è innamorato di lei era più facile affrontare il proprio complesso di inferiorità nei confronti di Dawson dando comunque per scontato che Joey non lo ricambiasse, tuttavia Joey ha scelto Pacey e ora per lui rivaleggiare con Dawson è ancora più arduo, dato che al contrario di Pacey, lui è un ragazzo responsabile e assennato. Joey fa comprendere a Pacey che pure lui possiede qualità che Dawson non ha, perché diversamente da Dawson lui è avventuroso e intraprendente, tuttavia Joey gli fa capire che anche se lei e Pacey sono stati felici insieme durante la loro estate in barca non sarebbe realistico basare una relazione su quella che è stata solo una fuga romantica, ora devono affrontare insieme la vita reale e anche se Pacey è in difficoltà lei è disposta ad aiutarlo.

## La tempesta
- Titolo originale: The Two Gentlement of Capeside
- Diretto da: Sandy Smolan
- Scritto da: Jeffrey Stepakoff

### Trama
Drue ora studia nel liceo di Capeside, il professor Kasdan assegna un compito a lui, Joey e Dawson, mentre i voti di Pacey stanno già migliorando, e per festeggiare invita Joey a trascorrere la giornata con lui in mare su True Love; purtroppo Joey è costretta a rifiutare dato che deve studiare allo Yacht Club con Dawson e Drue quindi propone a Pacey di portare Jen al suo posto per una giornata di svago.
Allo Yacht Club, inevitabilmente Joey e Dawson non riescono a fare a meno di parlare di Pacey: benché Dawson stia iniziano ad accettare l'idea di perdonare Joey e di tornare suo amico, ciò è dovuto al fatto che lei ha mostrato un sincero pentimento per come sono andate le cose, Pacey al contrario non ha mai mostrato rimorso per aver ferito Dawson ed è per questo che non lo rivuole come suo amico.
Joey inizia a preoccuparsi quando vede al notiziario che si sta scatenando un violentissimo maltempo, capisce infatti che Pacey e Jen sono in pericolo, infatti mentre sono al largo con True Love vengono colti di sorpresa dalla tempesta. Pacey decide di portare la barca in un'insenatura, Dawson intuisce che è lì che Pacey e Jen si sono rifugiati memore del fatto che Dawson e Pacey ci andavano da piccoli.
Drue dà a Dawson le chiavi della barca di Arthur Brooks, socio dello Yacht Club, e con essa (accompagnato da Joey) naviga in soccorso dei suoi amici. Raggiunta la True Love, con non poche difficoltà, Dawson e Joey portano in salvo Jen e Pacey, tuttavia quest'ultimo è costretto a rinunciare a True Love, infine i ragazzi tornano allo Yacht Club sani e salvi. Brooks si arrabbia con Dawson il quale ha preso la barca senza permesso avendola anche danneggiata, Dawson si offre di risarcirlo con i propri risparmi ma Evelyn, essendo riconoscente a Dawson per aver salvato Jen, intima a Brooks di lasciarlo in pace.
Proprio allo Yacht Club, Jen incontra Drue, loro due si conoscevano quando lei viveva a New York, pare non avere un bel ricordo di Drue, quest'ultimo non sapeva che Jen vivesse a Capeside dopo che i suoi genitori la cacciarono via di casa, e dal suo sorriso maligno e compiaciuto si evince che si divertirà a renderle la vita difficile. Dawson deve sdebitarsi con Brooks per il danno alla barca e dunque va a casa dell'anziano uomo per dei lavori, Pacey lo raggiunge ringraziandolo per averlo salvato, Dawson non ha nessun dubbio che a ruoli invertiti anche Pacey non avrebbe esitato a salvarlo se Dawson fosse stato in pericolo. Pacey mostra per la prima volta umiltà davanti alla propria condotta, si scusa con Dawson per averlo ferito perché adesso ha capito quanto la loro amicizia fosse preziosa, gli manca averlo come amico anche se è consapevole che servirà ancora del tempo prima che loro due possano riconciliarsi.

## Grandi speranze
- Titolo originale: Future Tense
- Diretto da: Michael Lange
- Scritto da: Gina Fattore

### Trama
Jen non è affatto contenta che Drue si sia trasferito a Capeside, entrambi frequentavano gli stessi brutti ambienti quando vivevano a New York, Drue per il gusto di provocarla tenta di rimetterla sulla brutta strada, ma Jen mette subito in chiaro le cose con lui: ormai si è responsabilizzata, non è più la ragazza che era una volta. Tutti sono in agitazione per le domande di ammissione alle varie università, Joey scopre che è tra i migliori quattro studenti della scuola, e dato che lei è una ragazza di modesta estrazione sociale ciò va a suo vantaggio dato che le università d'élite cercano questo genere di persone, inoltre ha già ricevuto lettere di molti college interessati a lei; ciò che la mette a disagio è il fatto che Pacey pare determinato a non lasciare Capeside, lui sembra totalmente privo di ambizioni.
Jack, durante un allenamento di football, subisce un infortunio, viene tolto quindi dalla formazione titolare, Andie dunque ne approfitta per incoraggiarlo a lavorare sulla sua domanda di ammissione all'università. Dawson trova strano che Gretchen si sia fatta assumere al Leery's Fresh Fish come barista dato che Gail cerca una lavoratrice a tempo pieno, ciò è la prova non intende tornare all'università. Gail ha notato che i college a cui Dawson è interessato sono molto lontani da Capeside, intuendo che il figlio vede nell'università un modo per distanziarsi il più possibile da Joey.
Drue diventa subito popolare a scuola avendo organizzato nella propria villa una festa in onore di Jen facendo credere a tutti che compie gli anni, benché in realtà non sia il suo compleanno. Jen, Dawson, Jack e Andie vanno alla villa, poi anche Pacey e Joey raggiungono la festa, quest'ultima infatti sentendosi stressata desidera distrarsi e divertirsi. Jen è consapevole che quella villa non appartiene a Drue, ha fatto credere a tutti che la festa è in onore del compleanno di Jen solo per addossare a lei la colpa nell'eventualità in cui arrivi la polizia. Approfittando del fatto che Joey e ubriaca, Jen le chiede qualche informazione su Drue scoprendo che i suoi genitori hanno divorziato, il padre si è trasferito in Nuovo Messico dopo aver lasciato la moglie per una donna più giovane, attualmente Drue e sua madre vivono in un appartamento allo Yacht Club.
Dato che Joey ha bevuto troppo, Pacey la costringe a seguirlo, infatti la riporta a casa, anche solo dal modo in cui litigano, Dawson ha capito quanto è forte l'amore tra Pacey e Joey, poi nel cuore dalla notte va al Leery's Fresh Fish, oltre a lui c'è solo Gretchen e le confessa che per lui è ancora doloroso vedere Joey così felice insieme a Pacey. Dawson intuisce che Gretchen nasconde un segreto dato che, quando le domanda per quale motivo è tornata a Capeside, lei non gli dà una risposta.
Jack si sente soffocato dato che Andie tenta di forzarlo a prendere con maggiore serietà il proprio futuro accademico, ma lui per il momento non vuole dargli troppa importanza, Jack ama il football e il fatto che ora non può più praticarlo è doloroso per lui, ecco perché per ora ha bisogno di un po' di tempo per accettare questa cosa, facendo capire a Andie che lei, anche se ha buone intenzioni, non può controllare la vita degli altri.
Joey confessa a Pacey che sta prendendo in considerazione la possibilità di rimanere a Capeside, non vuole rinunciare a lui, ma Pacey non è disposto ad accettarlo, non le permetterà di abbandonare le sue aspirazioni, promettendole che la seguirà ovunque andrà. Mentre Jen è tutta sola con Drue ammette che la festa che ha organizzato è stata tutto sommato un'idea divertente, poi però Drue le regala due pasticche di ecstasy, lei le rifiuta ma Drue si limita a lasciarle sopra a un mobile dando per scontato che lei non resisterà alla tentazione di prenderle.

## Un annuncio inaspettato
- Titolo originale: A Family Way
- Diretto da: Nancy Malone
- Scritto da: Maggie Friedman

### Trama
Mitch e Dawson sono preoccupati per Gail: da tempo ha le nausee inoltre ha costanti sbalzi d'umore, Gretchen fa capire a entrambi che probabilmente lei è incinta. Gail fa il test di gravidanza e scopre di aspettare un bambino, ma Dawson diversamente da Mitch, non riesce a gioirne, ormai i suoi genitori non sono più giovani e nemmeno economicamente stabili, inevitabilmente vede in questa gravidanza un problema.
Joey trova seccante che Pacey, rispettando il fatto che lei non voglia ancora fare l'amore con il suo ragazzo, reprima in parte l'attrazione per Joey, quest'ultima ha capito che per Pacey sta diventando un po' frustrante il fatto che loro due non abbiano ancora fatto sesso. Joey confessa a Jen che in realtà pure lei desidera fare l'amore con Pacey, è stufa di aspettare, ciò che la blocca è la paura; secondo Jen i timori di Joey sono motivati dal fatto che non conosce il sesso non essendosi mai documentata sull'argomento, suggerendole di rivolgersi a un consultorio.
Andie convince Jack ad accettare il ruolo di allenatore di calcio di una squadra juniores in modo da arricchire il suo curriculum scolastico per la domanda di ammissione all'università, da subito Jack si lega a Molly, una bambina che gioca nella sua squadra, tuttavia la faccenda si complica quando Caroline, la sorella maggiore di Molly, inizia a provare attrazione per Jack, che si astiene dal rivelarle di essere gay per evitare problemi.
Joey va al consultorio oltre a prendere appuntamento da un ginecologo, la dottoressa la mette in guardia sulle malattie a trasmissione sessuale, inoltre le dà delle pillole anticoncezionale e dei profilattici. Quando Bessie vede i profilattici nella camera da letto della sorella litiga con lei, perché pur avendo sorvolato sul fatto che Joey abbia trascorso l'estate in barca con Pacey senza il suo permesso, non può accettare che lei faccia sesso dando per scontato che Joey non è pronta temendo poi delle brutte conseguenze, Joey però si arrabbia sottolineando che Bessie non ha il diritto di fare appello al senso della responsabilità per farla sentire in colpa davanti il suo desiderio di fare l'amore con Pacey.
Dawson prova a mostrare più entusiasmo per la gravidanza di Gail, ma lei ha deciso di abortire, si sente in colpa per tutti i problemi che lei stessa ha causato alla famiglia e teme di non avere la forza per crescere un altro figlio. Dawson ha capito che Gratchen ha vissuto una situazione simile, è evidente che si era insospettito nel constatare che lei aveva subito intuito che Gail fosse incinta. Gretchen è costretta a confermare i suoi sospetti, il suo ragazzo l'aveva messa incinta, Gretchen decise di non tenere il bambino ma ebbe un aborto spontaneo, nonostante non volesse quel bambino si è sentita in colpa per non aver portato a termine la gravidanza, è per questo motivo che ha abbandonato l'università.
Andie tenta di tenere Caroline lontana da Jack, quest'ultimo però a causa delle insistenze di Caroline che tenta di convincerlo a uscire con lei, si vede costretto a rivelarle di essere gay, si sparge la voce e alcuni genitori iniziano a portare via i loro figli dalla squadra. Andie fa capire a Jack che lui ha agito bene rivelando a Caroline di essere gay perché non può pretendere di affrontare i propri problemi legati alla sua omosessualità nascondendo la verità, inoltre confida sul fatto che Jack un giorno verrà accettato per quello che è senza pregiudizi.
Bodie pur ritenendo che Bessie abbia esagerato dato che Joey è decisamente più responsabile di molti suoi coetanei, le fa capire che Bessie è solo preoccupata non volendo che un imprevisto impedisca a Joey di lasciare Capeside. Joey confessa a Bodie di aver provato un forte senso di disagio al consultorio, secondo Bodie è solo la prova che lei non è pronta per il sesso. Joey si confronta con Pacey, ha capito che lui voleva condizionarla in modo che Joey fosse più tentata di fare sesso con lui facendogli comprendere che non è stato leale da parte sua provare a manipolarla, egli ammette che sperava in qualche modo di convincerla ad aggiungere più passione al loro rapporto ma le promette che non la forzerà mai a fare una cosa che non desidera.
Dawson spiega a Gail che lei è una madre meravigliosa, in passato Dawson era imprigionato nel suo desiderio ossessivo di perfezione, ma il coraggio con cui Gail ha affrontato i propri errori gli ha fatto capire che è orgoglioso di tutti gli ostacoli che la loro famiglia ha affrontato; sentendo queste parole Gail sembra riconsiderare le proprie convinzioni riguardo la sua gravidanza. Mentre Dawson è a casa di Brooks per dei lavori, quest'ultimo vede alcune delle foto che lui ha scattato, una sola pare piacergli, ovvero la foto che Dawson ha scattato a Gretchen, dal modo in cui lui la guarda appare evidente che Dawson si è innamorato di lei.

## Un rave da sballo
- Titolo originale: Great Xpectations
- Diretto da: Bruce Seth Green
- Scritto da: Nan Hagan

### Trama
Andie scopre di essere stata ammessa ad Harvard, la stessa università che frequentò suo padre, sia Joseph che Jack sono fieri di lei così come tutti i suoi amici e i compagni di scuola. Nonostante Joey sia innamorata di Pacey, fa trasparire la propria gelosia vedendo che Dawson e Gretchen ultimamente trascorrono molto tempo insieme.
Nonostante il successo di Andie, lei non riesce a gioirne come vorrebbe, poi vede Jen in possesso dell'ecstasy che Drue le aveva dato, per adesso non ha voluto ancora farne uso; le due ragazze vengono raggiunte da Jack, e dunque Andie prende l'ecstasy per nasconderla al fratello. Intanto Gail dà una bella notizia a Dawson, ha deciso di tenere il bambino e lui si rivela felicissimo. 
Dawson, Gretche, Jen, Drue, Pacey, Andie, Jack e Joey vanno a un rave, proprio lì Jen scopre che Andie ha preso una pasticca, non ha resistito alla tentazione di prenderla, a quel punto Jen tenta di convincerla a comportarsi con contegno e compostezza, almeno per evitare che gli altri si accorgano che è sotto l'effetto di droghe. Pacey ha notato che a Joey dà fastidio vedere Gretchen insieme a Dawson anche se si ostina a negarlo, successivamente Joey parla con Gretchen chiedendole se nutre dell'interesse per Dawson tenendo presente che quest'ultimo da bambino aveva un debole per lei, tuttavia Gretchen non sembra dare molta importanza alla cosa anche perché Dawson tiene a precisare che desidera da lei solo la sua amicizia.
Mentre Andie è sotto l'effetto dell'ecstasy mette in imbarazzo Joey e Pacey, facendo ben comprende che non ha mai smesso di amare quest'ultimo e che non è facile vederlo insieme a Joey, anche perché Pacey ha lasciato Andie non avendole perdonato il fatto di averlo tradito con Mark. Poi Andie inizia a sentirsi male e sviene venendo soccorsa da Jack e Dawson, la ragazza viene portata via da un'ambulanza, i paramedici capiscono che ha fatto uso di droghe chiedendo agli amici cosa abbia assunto, e a quel punto Jen si vede costretta a confessare che Andie ha preso dell'ecstasy, così tutti capiscono che è da Jen che Andie ha preso la droga. I paramedici deducono che l'overdose è stata una reazione tra l'ecstasy e gli antidepressivi che Andie già assume, Jack entra nell'ambulanza accompagnando la sorella in ospedale, guardando Jen con disprezzo.
Drue, con modi apparentemente gentili, riaccompagna Jen a casa ma poi fa emergere la sua indole cinica accusando gli amici di Jen di ipocrisia perché, benché Andie abbia preso la droga di sua volontà, daranno la colpa a Jen dato che per loro sarà più conveniente agire così. Jen disgustata da Drue, chiarisce che non vuole più avere nulla a che fare con lui, ora più che mai Jen ha capito che non desidera tornare a essere la persona che era un tempo.

## Arrivederci Andie
- Titolo originale: You Had Me at Goodbye
- Diretto da: John Behring
- Scritto da: Chris Levinson e Zack Estrin

### Trama
Jen è stata isolata da gruppo, Drue gode nel vederla soffrire facendole notare quanto sia stato facile dividerla dai suoi amici. Come se non bastasse Drue confessa a Mitch e alla polizia che l'ecstasy che ha quasi ucciso Andie apparteneva a loro, mettendo Jen nei guai: adesso lei e Drue dovranno fare cento ore di servizio per la comunità. Evelyn, dopo quanto accaduto, non riesce a celare il proprio avvilimento, accusando Jen di averla delusa come nessuno aveva mai fatto prima. Andie trova ingiusto che tutti diano la colpa a Jen di quanto accaduto, specialmente Pacey e (soprattutto) Jack.
La consulente per l'orientamento chiede a Joey una lettera di raccomandazione per la domanda all'università, scritta dalla persona che più la conosce, e inevitabilmente la scelta ricade su Dawson. Joseph ripensa a quando Andie aveva undici anni e la portò in vacanza a Firenze, lei era felice e spensierata, proponendole di saltare il resto dell'anno scolastico e di trascorrere i prossimi sei mesi in Italia dalla zia, ha parlato con il preside Peskin il quale è disposto a concederle una pausa dalla scuola dato che, con la sua alta media scolastica, Andie può già prendere il diploma in anticipo.
Jen tenta di riconciliarsi con Jack il quale però non vuole più rivolgerle la parola, a quel punto Jen gli rinfaccia il suo egoismo, sa di aver sbagliato ma se fosse stato Jack a commettere un errore simile lei non lo avrebbe mai giudicato così severamente. Dawson si rifiuta di scrivere per Joey la lettera di raccomandazione, Pacey trova frustrante che comunque Joey lo avesse chiesto a Dawson, per lui è troppo difficile accettare quando Dawson sia ancora così importante nella vita di Joey; quest'ultima spiega a Pacey che Dawson è stato al suo fianco fin dall'infanzia, anche quando la madre di Joey morì, e quindi Pacey deve rassegnarsi al fatto che Dawson è ineluttabilmente la persona che meglio riesce a comprenderla.
Andie chiede a Pacey un consiglio sulla prospettiva di trascorrere sei mesi in Italia, anche perché Jack non è per nulla contento, lui infatti non vuole perdere sua sorella, inoltre Andie teme che trasferirsi temporaneamente in Italia possa semplicemente rappresentare una via di fuga dai propri problemi. Pacey le spiega che anche fuggire richiede coraggio, e che lei non può sempre vivere in funzione di ciò che gli altri si aspettano da lei.
Dawson, Jack e Joey vanno al Leery's Fresh Fish, lì c'è pure Pacey e poi arriva anche Jen, è stata Andie a invitarli tutti, annunciando che partirà per l'Italia, ma non può lasciare Capeside vedendo il gruppo così disunito. Andie ammette che grazie a tutti loro ha imparato a conoscere l'amore e l'amicizia, ricordando a Dawson, Joey e Pacey quanto sia prezioso il legame che li unisce e loro lo stanno gettando via, inoltre convince Jack a perdonare Jen perché, anche se l'ecstasy apparteneva a lei, assumerla è stata una scelta di Andie, quest'ultima è pronta a separarsi dal fratello perché è consapevole che sarà Jen a prendersi cura di Jack al suo posto dato che Jen è come una sorella per lui.
Jack trova la forza di riappacificarsi con Jen ammettendo che era spaventato, temeva che lei sarebbe tornata a essere la ragazza che era prima, confessando a Jen che lei è una parta importante della sua vita. Dawson cambia idea e decide di scrivere per Joey quella lettera di raccomandazione, Pacey parlando con la sua ragazza non nega che invidia Dawson visto il ruolo fondamentale che lui occupa nella vita di Joey, ma quest'ultima afferma che Dawson è il suo passato, ma è con Pacey che vuole dividere il proprio futuro e non ha alcun dubbio sul fatto che un giorno Pacey saprà conoscerla meglio di chiunque altro.
Andie ringrazia Pacey riconoscendogli il merito di averla trasformata in una ragazza coraggiosa pronta a correre dei rischi, infine ora che il gruppo di amici è tornato coeso come prima Dawson, Joey, Andie, Jen, Pacey e Jack si mettono in posa con la macchina fotografica che scatta una foto che immortala tutti e sei insieme.
- Nota: l'episodio è dedicato alla memoria dell'attore David Dukes che nella serie ha interpretato il personaggio di Joseph McPhee, deceduto il 9 ottobre 2000

## I soliti sospetti
- Titolo originale: The Unusual Suspects
- Diretto da: James Whitmore Jr.
- Scritto da: Jonathan Kasdan

### Trama
Gli studenti della scuola si divertono quando vedono la barca di Peskin con sopra il suo cane che galleggia nella piscina dell'istituto, sulla vela è stata scritta con la vernice "Classe 2001". Joey dà per scontato che sia opera di Dawson, tra l'altro il cane di Peskin si avvicina a Jack, sembra che lo abbia riconosciuto ipotizzando un suo coinvolgimento nello scherzo. Peskin e Mitch decidono di interrogare Dawson, Pacey e Jack ritenendoli i principali sospettati, la barca di Peskin la sera prima era ancora nel rimessaggio dello Yacht Club, inoltre Mitch rammenta che quando Dawson e Pacey erano ancora due matricole si erano ripromessi che nell'ultimo anno di liceo avrebbero escogitato uno scherzo memorabile.
Peskin e Mitch interrogano i ragazzi che ricostruiscono ciò che fecero il giorno precedente, per cominciare Jack andò a casa di Jen chiedendole di farle da assistente-allenatore nella squadra di calcio visto che era un modo per adempiere ai lavori socialmente utili a cui doveva prestare servizio. Jack è stato per pochi minuti dal ferramenta in compagnia di Drue, poi è andato ad allenare la squadra, e quando giocarono la prima partita di campionato hanno conquistato la vittoria. Ma i padri dei bambini, con la scusa che a dispetto della vittoria avevano subito troppe reti, lo esonerarono dal suo incarico, chiaramente perché nessuno vedeva di buon occhio la sua omosessualità.
Pacey invece trascorse la giornata con Doug in pattuglia, infatti aveva iniziato a provare un certo interesse per un'ipotetica carriera nelle forze dell'ordine, calata la notte a Doug venne fatta una segnalazione al rimessaggio, Pacey aiutò il fratello ad accedervi dato che conosce il codice di ingresso dal momento che anche la sua barca True Love vi era attraccata: lì c'era Drue che era venuto per un sopralluogo, dietro richiesta della madre era andato a vedere se era tutto in ordine dato che era stata segnalata una possibile effrazione, successivamente  Drue ha riaccompagnato Pacey a casa.
Dawson era andato a casa di Brooks per dei lavori, era stata Gail ad accompagnarlo dato che Dawson non poteva usare l'auto di Mitch dal momento che aveva perso il portachiavi del padre. Mentre Dawson riordinava lo studio di Brooks vide il suo annuario scolastico scoprendo che in gioventù lui ambiva a diventare un regista. Gretchen riaccompagnò Dawson a casa in auto, e al suo arrivo c'era Drue ad attenderlo, gli aveva restituito il portachiavi, Dawson lo aveva dimenticato nell'auto di Drue quando, la sera prima, erano andati a mangiare insieme.
Peskin dopo aver ascoltato tutte le loro storie deduce che l'autore dello scherzo è Drue, il quale prima di restituire le chiavi a Dawson le aveva fatte duplicare dal ferramenta, dato che essendo Mitch un membro del corpo docenti nel portachiavi aveva anche quelle della scuola, e sempre dal ferramenta aveva comprato la vernice, poi in piena notte ha rubato la barca dal rimessaggio e con la vernice ha scritto Classe 2001, infine grazie alle chiavi duplicate è entrato nella scuola con la barca dopo avergli rubato anche il cane lasciandoli nella piscina dell'istituto. Peskin punisce Drue con due settimane di sospensione, tuttavia sia Drue che Mitch hanno capito che in realtà è stata tutta opera di Dawson, Jack e Pacey.
Caroline accompagna Molly a casa di Jack, lei si sente in colpa ritenendo che se avesse giocato meglio Jack non avrebbe dovuto rinunciare all'incarico, ma lui abbraccia la bambina spiegandole che è stata la propria diversità a metterlo in questa scomoda posizione, perché ciò che è diverso viene spesso disprezzato. Intanto Pacey confessa a Doug che non gli dispiacerebbe se, prendendo esempio da lui, provasse a diventare un poliziotto, ma Doug glielo sconsiglia, non sarebbe il lavoro adatto a lui perché Pacey è un anticonformista, ammira questo aspetto del suo carattere ma è pure il motivo per cui lavorare come rappresentante delle forze dell'ordine non può essere la sua vocazione. Dawson digita il nome di Brooks su un motore di ricerca e scopre che effettivamente lui è stato in passato un regista.
Joey capisce che Dawson, Jack e Pacey hanno fatto lo scherzo e che hanno incastrato Drue, i tre non confermano anche se lo ammettono in maniera indiretta, infatti Jack aveva preso la vernice a casa sua e dopo aver lasciato Drue da solo al ferramenta è andato a casa di Peskin per rubare il cane, Pacey ha dato a Dawson il codice per accedere al rimessaggio e ha rubato la barca con l'auto del padre dopo che Drue gli aveva restituito il portachiavi, infine quando Drue aveva dato a Pacey il passaggio in auto quest'ultimo è andato nel punto convenuto dove Dawson e Jack gli aveva lascito il cane, la barca e la vernice con la quale Pacey ha scritto sulla vela Classe 2001.
Ormai Dawson e Pacey sono sul punto di riconciliarsi, Pacey ammette che è stato doloroso per lui perdere la fiducia di Dawson, mentre quest'ultimo gli confessa che il momento più brutto della sua vita è stato quando aveva scoperto che Pacey e Joey si erano innamorati, tuttavia Pacey promette a Dawson che lotterà per riconquistare la sua amicizia.

## Un bacio sotto il vischio
- Titolo originale: Kiss Kiss Bang Bang
- Diretto da: Perry Lang
- Scritto da: Tom Kapinos

### Trama
Tutti si preparano per la domanda di ammissione per le università, a eccezione di Jen, inoltre il rapporto tra lei e Evelyn va di male in peggio, la nonna non le perdona la storia dell'ecstasy. Gretchen organizza a meraviglia la festa di Natale a casa di Mitch e Gail, mentre la signora Valentine cerca di costringere Joey a lavorare per lei alla festa di Natale dato che lo Yacht Club ospiterà una serata per i migliori studenti nell'ambiente liceale, alla quale sarà presente anche Walter Kubelik, ex studente della prestigiosa università di Worthington. Joey spiega alla signora Valentine che parteciperà alla serata, ma non come cameriera, bensì come ospite, dato che lei è tra gli studenti invitati per l'evento, di conseguenza sarà Drue a sostituirla come cameriere.
Nella domanda di ammissione all'università di Dawson, la signora Watson (la consulente per l'orientamento) nota che lui non riesce ad approfondire le ragioni per cui desidera diventare un regista. Mentre Dawson è nella propria camera da letto con Gretchen, guardano insieme il film Voltati e vattene amore girato da Brooks quando lui era giovane, Dawson ne rimane affascinato, poi confessa a Brooks di aver visto il suo film, ma lui non sembra avere un bel ricordo della propria carriera, non volendo toccare l'argomento.
Pacey accompagna Joey allo Yacht Club, purtroppo lei si sente fuori posto in un ambiente così mondano, al contrario Pacey con la sua simpatia riesce subito a fare amicizia con Kubelik il quale gli presenta il rettore di Worthington: Joey si arrabbia con il suo fidanzato ritenendo che lui si stia comportando come un gradasso nonché come una persona falsa, ma poi capisce che Pacey desiderava solo parlare di Joey con il rettore di Worthington e spiegargli quanto la sua fidanzata sia importante per lui e di come abbia aiutato Pacey a diventare una persona migliore. Joey apprezza tantissimo il sostegno che Pacey le ha dato avendo capito quanto sia fortunata ad averlo accanto a sé.
Jack, Jen, Gretchen e Evelyn vanno a casa dei Leery per la festa di Natale, lì c'è pure la signora Watson che si congratula con Jen per aver consegnato la domanda di ammissione per l'università. Jen non capisce a cosa si stia riferendo dato che non è stata lei a consegnarla, infatti è opera di Evelyn e Jack; il motivo per cui Jen non voleva andare all'università è per non dipendere ulteriormente dai propri genitori visto il brutto rapporto che ha con entrambi, ma Evelyn la convince a riconsiderare la cosa, e sebbene a volte Jen la deluda sua nipote è la persona più importante della sua vita e lotterà sempre per lei.
Brooks si presenta alla festa a casa dei Leery, confessa a Dawson che l'attrice protagonista del suo film era la sua fidanzata, mentre l'attore protagonista era il suo migliore amico, si sono innamorati e Brooks, dopo quella brutta esperienza, odiò il cinema e rinunciò alla propria carriera. Dawson capisce che non può trovare una ragione per amare in cinema, per il semplice motivo per cui è qualcosa che gli viene naturale e che dunque non può razionalizzare. Brooks e Evelyn iniziano a fare amicizia, inoltre Dawson decide di intraprendere un nuovo progetto, un'intervista a Brooks.
Mentre Dawson e Gretchen sono sotto il vischio, i due vengono avvicinati da Brooks il quale si rivolge a Dawson dicendogli «Che aspetti a baciarla sotto il vischio?» e a quel punto i due, per gioco, si baciano sotto lo sguardo di Pacey e Joey che erano appena arrivati alla festa.

## Fiducia in se stessi
- Titolo originale: Self-Reliance
- Diretto da: David Petrarca
- Scritto da: Gina Fattore

### Trama
Bodie e Bessie sono fuori città, quindi Joey deve provvedere da sola ad Alexander e al bed & breakfast, come se non bastasse prende anche un cattivo voto. Pacey tenta di aiutarla ma lei lo tratta con ostilità, è troppo stressata ma in realtà è palese che il suo comportamento è sintomatico del proprio disagio dovuto al bacio tra Dawson e Gretchen. Brooks si fa intervistare da Dawson per il suo film-documentario, Jack è della convinzione che Dawson prova qualcosa per Gretchen benché si ostini ad affermare che quel bacio non ha significato nulla. Pacey chiede a Kasdan di far ripetere l'esame a Joey, egli non intende accontentarlo pur apprezzando che Pacey si prodighi per aiutare la propria fidanzata.
Jen, ritenendo che Jack debba fare più vita sociale, lo porta a un raduno sulla solidarietà omosessuale in modo che Jack possa familiarizzare di più con la comunità gay. Proprio lì Jack incontra Tobey, un ragazzo omosessuale che conosce Jack di fama dato che si è fatto un nome come atleta. Da subito Jack e Tobey si prendono in antipatia, quest'ultimo accusa Jack di essere un debole perché, dopo che i genitori di quei bambini lo hanno esonerato dal ruolo di allenatore, non ha tentato di lottare per salvare il proprio lavoro, affermando che l'omosessualità di Jack è in conflitto con il suo desiderio di uniformarsi con la gente comune.
Pacey cerca di convincere Joey a discutere sul bacio che c'è stato tra Dawson e Gretchen, vuole affrontare il discorso con maturità, non intende litigare con lei o provocarla, ma ritiene giusto che Joey ammetta la propria frustrazione. Joey non riesce a capire per quale motivo è stato così difficile per lei vedere Dawson baciare Gretchen, tuttavia giura a Pacey che è solo con quest'ultimo che desidera costruirsi in futuro, è stata legata a Dawson per tanto tempo ma con lui non è mai riuscita a crescere, al contrario Pacey è stato capace di aiutarla a maturare come persona. Dawson va nella sua camera da letto e vede che c'è Joey ad attenderlo e le fa un bellissimo regalo: una foto di lei e Pacey incorniciata. Joey lo apprezza tantissimo, e avendo capito che lui ama Gretchen lo esorta a non ignorare i sentimenti che prova per lei, dato che Dawson dà per scontato che Gretchen non lo ricambierebbe.
Kasdan si avvicina a Joey rivelandole che Pacey lo aveva pregato di farle ripetere l'esame, e nonostante l'iniziale rifiuto ha deciso di cambiare idea, Joey potrà sostenere l'esame per riparare al brutto voto che ha preso anche se dovrà penalizzarla. Kasdan fa capire a Joey che non è costretta a fare tutto da sola e che non c'è nulla di male ad accettare l'aiuto degli altri.
Jack ha un altro confronto con Tobey accusandolo di non essere diverso dai genitori dei bambini che ha allenato perché, proprio come loro, ha solo cercato di umiliarlo con il suo atteggiamento prevenuto. Tobey è consapevole di aver esagerato, ma lui ha affrontato esperienze legate alle propria omosessualità molto diverse da quelle di Jack, fin da bambino tutti lo disprezzavano a causa della sua diversità, e inevitabilmente ha dovuto sviluppare un carattere brusco e autoritario.
Dawson scopre dall'infermiera di Brooks che egli sta male, tuttavia Brooks non vuole dare molta importanza alla cosa, ciò che desidera è aiutare Dawson a portare a termine il documentario. Joey ringrazia Pacey per averle dato la possibilità a ripetere l'esame, poi i due si prendono cura di Alexander e contemporaneamente Pacey aiuta Joey a prepararsi per il compito.
Mentre Dawson passeggia con Gretchen le confessa i suoi veri sentimenti per lei e che quel bacio per Dawson è stato importante, aveva paura di perdere la sua amicizia ma ora non vuole più reprimere ciò che realmente prova.

## Dimenticare Joey
- Titolo originale: The Tao of Dawson
- Diretto da: Keith Samples
- Scritto da: Jeffrey Stepakoff

### Trama
Dawson e Pacey vanno a pesca insieme, dal momento che sono soli Dawson ne approfitta per dirgli che ama Gretchen, effettivamente Pacey non la prende molto bene trovando inconcepibile che la sorella e il suo migliore amico stiano insieme, benché Dawson tenga a precisare che non vuole la sua approvazione, tuttavia Dawson non intende corteggiarla, preferisce affrontare la cosa con un approccio più maturo, lasciando che le cose tra lui e Gretchen si evolvano in maniera spontanea.
Il padre di Drue va a New York e desidera che il figlio lo raggiunga, purtroppo mentre Drue è nel magazzino dello Yacht Club con Joey, la porta di ingresso si chiude e dato che non hanno la chiave, sono costretti a rimanere lì, intrappolati. Evelyn e Brooks hanno iniziato a uscire insieme, Dawson però confessa a Jack che Brooks sta morendo, ha paura all'idea di confessarlo a Evelyn benché Jack ritenga che la cosa giusta da fare è quella di rivelarglielo.
Gretchen e Pacey vanno fuori città, a casa di Nick Taylor, l'ex ragazzo di Gretchen, in modo da riprendersi l'auto che è ancora a casa di Nick, ma quando arrivano scoprono che le gomme sono state smontate, oltre al fatto che il veicolo ha un problema al condotto di alimentazione. Gretchen è della convinzione che sia solo un bieco pretesto per costringerla a rimanere con lui, tra l'altro Nick organizza una festa a casa sua, sebbene Pacey all'inizio lo avesse preso in simpatia, capisce poi che è un ragazzo arrogante e superficiale. Pacey intuisce che Nick è in qualche modo coinvolto con le motivazioni che spinsero Gretchen a lasciare l'università, lei a quel punto ammette di aver avuto un aborto spontaneo quando Nick la mise incinta. Pacey decide di affrontare Nick, ma Gretchen glielo proibisce dato che Nick non ha mai scoperto della gravidanza di Gretchen, infatti Dawson e Pacey sono gli unici con cui ne ha parlato.
Mentre Joey si arrampica su uno scaffale per cercare del cibo, finisce col cadere ma fortunatamente Drue la prende in braccio, poi però impulsivamente la bacia e Joey reagisce picchiandolo. Drue si diverte a farla arrabbiare facendole notare che la relazione tra lei e Pacey può funzionare solo nel contesto liceale, ma ineluttabilmente dovranno affrontare la troppa disuguaglianza che li divide perché Pacey, diversamente da Joey, non verrà mai accettato in una prestigiosa università.
Dawson decide di raccontare a Evelyn tutta la verità, ma non è necessario, lei è stata un'infermiera e aveva già capito che Brooks sta male, ma per lei non ha importanza, ama la sua compagnia e anche se il tempo che trascorreranno insieme sarà poco, desidera goderselo appieno. Nick porta Gretchen nella sua camera da letto, cerca di fare sesso con lei, ma Gretchen preferisce astenersi dal farlo, Nick ubriaco si addormenta e Gretchen lo lascia solo baciandolo teneramente.
Il giorno dopo Gretchen scopre che Pacey le ha riparato l'auto, adesso possono tornare a Capeside, all'inizio Pacey non accettava l'idea che Gretchen e Dawson potessero stare insieme, ma ora ha cambiato idea, invece che vederla al fianco di un ragazzo come Nick, che è completamente indegno di lei, preferisce che stia con Dawson. Gretchen ormai ha capito di essere cambiata, non è più la ragazza di prima e abbraccia Pacey essendogli riconoscente per averla portata da Nick permettendole di confrontarsi con il proprio passato. 
Intanto Joey sente un telefono suonare: è il cellulare di Drue, infatti sua madre gli sta telefonando, Joey risponde alla chiamata chiedendole di tirarli fuori dal magazzino. Joey si arrabbia con Drue dato che lui, pur avendo a disposizione il proprio cellulare, non aveva chiamato aiuto, ora ha capito che Drue intenzionalmente è rimasto chiuso con lei nel magazzino per tutto questo tempo. La madre di Drue apre la porta del magazzino, Joey finalmente può uscire però non porta rancore a Drue comprendendo che il suo era solo un espediente per non dover andare dal padre, che lui non sopporta. 
Jack fa capire a Dawson che l'approccio che sta usando con Gretchen è sbagliato, non è motivato dalla maturità bensì dalla paura, non vuole soffrire come già è successo con Joey, tuttavia Jack gli fa notare che forse è proprio il destino che ha voluto unire lui e Gretchen. A quel punto Dawson consegna a Gretchen la bellissima poesia che le aveva scritto quando era ancora un ragazzino, quando Gretchen iniziò a frequentare il liceo, che però a suo tempo non le consegnò; Gretchen leggendo quelle bellissime parole lo bacia appassionatamente, ora finalmente lei e Dawson possono stare insieme.

## I diciotto anni di Pacey
- Titolo originale: The Te of Pacey
- Diretto da: Harry Winer
- Scritto da: Maggie Friedman

### Trama
Pacey compie i suoi 18 anni, mentre Jen sta per terminare le sue ore di lavori socialmente utili, scoprendo che anche Tobey lavora nel volontariato, quindi Jen lo assiste, stringendo amicizia con lui, prova persino a convincerlo a concedere una possibilità a Jack, infatti desidera sistemarli insieme, ma Tobey le rivela di avere già un ragazzo.
Joey porta Pacey a casa dei suoi genitori, la madre di Pacey ha insistito per organizzargli una festa a sorpresa, per la quale Pacey non mostra entusiasmo, ci sono anche Dawson, Gretchen, Doug, Kerry e Jack. Tra i regali che gli sono stati fatti, Pacey nota che il padre gli ha comprato dei fuochi d'artificio.
Pacey e Joey sorprendono in flagrante Dawson e Gretchen che si baciano, ora hanno scoperto che sono diventati una coppia. Intanto Jen, conversando con Tobey, gli spiega che in realtà ha capito che lui non ha un ragazzo, si è inventato tutto, a Tobey piace Jack ma se desidera avere una possibilità con lui deve provare prima a diventare suo amico.
Pacey rivela a tutti che la sua domanda di ammissione per l'università è stata respinta, John prova a confortarlo, Pacey confessa al padre che, sebbene fosse consapevole che l'ambiente universitario non è adatto a lui, questo fallimento è stato molto umiliante. John rievoca il ricordo più felice che ha diviso con Pacey: quest'ultimo era solo un bambino, John e Pacey si erano divertiti a far esplodere i fuochi d'artificio (questo spiega il regalo che gli ha fatto) indipendentemente da tutto John non ha dubbi che Pacey farà grandi cose nella sua vita.
Gretchen spiega a Dawson che, pur non avendo dubbi sull'amore che prova per lui, la loro è una relazione che a breve si concluderà, perché Dawson dopo il diploma lascerà Capeside, tuttavia lui non vuole dare troppo peso alla cosa, preferisce vivere il presente con lei al suo fianco.
Joey cerca di far capire a Pacey che non deve farsi condizionare dai propri insuccessi, la loro relazione può funzionare anche se entrambi si incammineranno in due percorsi diversi; tuttavia Pacey non riesce ad affrontare la cosa col medesimo ottimismo, prima o poi dovranno confrontarsi la dura realtà, perché lui e Joey finiranno per allontanarsi sempre di più. Comunque Pacey decide di godersi un po' di serenità quando la sua famiglia e i suoi amici fanno esplodere i fuochi d'artificio, potendo adesso festeggiare il proprio compleanno con meno afflizione.

## Differenze d'età
- Titolo originale: Hopeless
- Diretto da: Krishna Rao
- Scritto da: Nan Hagan

### Trama
Drue viene costretto da sua madre a uscire con Anna Evans, il padre della ragazza è il presidente del consiglio dello Yacht Club e ci tiene che Drue faccia una buona impressione. Joey chiede alla signora Valentine qualche giorno libero in modo da possa prendere parte alla gita scolastica, lei accetta di accordarglieli ma a patto che Joey e Pacey escano con Drue e Anna in modo che da assicurarsi che tutto vada bene.
Tobey propone a Jack di venire con lui a Boston come insegnante di sostegno per alcuni bambini al corso di lettura. Gretchen riceve la visita di Kira e Jessica, due sue care amiche, e dunque decide di trascorrere la serata con loro, in compagnia di Dawson, ci tiene a presentarglielo. Dawson trascorre una piacevole serata con Gretchen, Jessica e Kira, tuttavia è un po' a disagio quando gli raccontano alcuni aneddoti legati al passati di Gretchen, dato che è andata a letto con molti ragazzi con i quali ha avuto relazioni decisamente disfunzionali.
Per Pacey e Joey non è affatto piacevole trascorrere del tempo con Drue e Anna dato che non fanno altro che litigare, tuttavia Joey rimane decisamente sorpresa nell'apprendere che, nonostante l'antipatia che Anna prova per Drue, ha fatto comunque sesso con lui. Joey è un po' gelosa vedendo che tra Pacey e Anna c'è dell'attrazione, entrambi uniti dal fatto che sono tutti e due sessualmente maturi.
Jack e Tobey, dopo aver lavorato al corso di lettura, vanno in una caffetteria e lì ci sono alcuni amici di Tobey, li aveva invitati per presentarli a Jack. Quest'ultimo ora ha capito che in realtà questa è un'uscita romantica, Tobey ammette che Jack gli piace sperando di fare colpo su di lui tentando, almeno all'inizio, un rapporto in amicizia. Jack non si sente a proprio agio, purtroppo è costretto a deludere Tobey: non ha problemi a frequentarlo, ma solo come amico, non desidera una relazione con lui. Dawson cerca di essere onesto con Gretchen, lei lo reputa un bravo ragazzo ma teme che Gretchen veda in ciò l'unica valida ragione per stare lui, Dawson ammette che non la ferirebbe mai tuttavia ciò che desidera da Gretchen è la passione, non vuole che stia con lui come ripiego per compensare le relazioni sbagliate che ha avuto in passato con gli altri ragazzi.
Ormai Joey ha capito che la sua totale inesperienza sessuale sta diventando un problema tra lei e il suo ragazzo, purtroppo Joey (contrariamente ai ragazzi della sua età) non riesce ad affrontare il sesso con disinvoltura, infatti pur non concependo che le persone facciano sesso con tanta superficialità, lei stessa pur amando Pacey si rifiuta comunque di fare l'amore con lui anche se stanno insieme da più di otto mesi. Pacey ammette che in fondo è contento che, fino ad ora, lui e Joey non abbiano ancora fatto sesso, ciò ha permesso al loro amore di rafforzarsi, la loro relazione è la più bella che abbia mai avuto, tuttavia il loro è un rapporto che non riesce più a evolversi e ciò sta minacciando l'amore che li unisce. Joey è consapevole che, se lei e Pacey non hanno ancora fatto l'amore, lei è la sola responsabile, pur ammettendo che desidera fare sesso con lui non riesce a superare le proprie paure. Dawson va a casa di Brooks e lo trova steso sul pavimento privo di sensi.

## La decisione di Joey
- Titolo originale: A Winter's Tale
- Diretto da: Greg Prange
- Scritto da: Chris Levinson e Zack Estrin

### Trama
Pacey, Jack, Jen, Drue e Joey vanno in gita scolastica accompagnati da Kasdan alloggiando in un albergo, in una zona sciistica. Dawson invece rimane a Capeside per restare accanto a Brooks, il quale ormai è in coma farmacologico. Drue si fa accompagnare da Anna, e una volta arrivati in albergo, Drue si fa assegnare una suite da dividere con lei, tra l'altro per gioco fa assegnare a Pacey e Jack delle stanze che potranno dividere rispettivamente con Joey e Jen.
Il dottor Bronin, che ha in cura Brooks, informa Dawson che, dal momento che quest'ultimo aveva firmato una delega medica per acquistare dei farmaci per Brooks, è legalmente l'unica persona che può decidere se staccare la spina o meno, considerando che Brooks non ha parenti, tra l'altro tutto lascia supporre che Brooks non si risveglierà dal coma. 
Il fatto che Joey non voglia fare sesso con Pacey sta diventando un problema ingombrante nella loro relazione, Drue per infierire, mentre è in compagnia di Anna, Pacey e Joey in un ristorante, vedendo il disagio di quest'ultima, esorta tutti i ragazzi lì presenti a tirare fuori i preservativi dai loro portafogli. Pacey è l'unico che si astiene dal farlo, affermando di aver dimenticato il proprio portafoglio nella sua suite, tuttavia Joey è consapevole che lo porta con sé, e quando rimangono soli Pacey è costretto ad ammette che nel suo portafoglio ha un preservativo: è una precauzione qualora lui e Joey facessero sesso. 
Joey confessa a Jack che desidera fare sesso solo quando sarà pronta e si presenterà il momento giusto, tuttavia Jack ritiene che lei si sta aggrappando a dei concetti poco realistici e che, semplicemente, Joey non trova il coraggio di fare l'amore con Pacey perché non ha ancora capito se ne "vale la pena". Pacey ritiene che ormai lui e Joey devono confrontarsi con questo problema, anche perché Joey non ha mai voluto affrontare l'argomento con serietà. Pacey accusa la sua ragazza di ipocrisia perché lei finge di essere spaventata dal sesso quando in realtà è evidente che ciò che la trattiene dal fare l'amore con Pacey è il fatto che una parte di lei non ha mai rinunciato alla speranza che avrebbe perso la sua verginità con Dawson.
Dawson, in ospedale, incontra l'amico di Brooks, l'attore del film che aveva girato, colui che gli portò via la fidanzata, si sono sposati e hanno avuto tre figli, lei è morta ma in fondo sapeva che una parte del suo cuore è sempre appartenuta a Brooks, e dato che è Dawson che dovrà decidere se staccare spina lui gli fa capire che la risposta può essere trovata nella fede.
Mentre Jack e Jen sono soli nella loro suite si ubriacano, Jack le confessa di volerle bene, più di quanto potrebbe mai amare un ragazzo, infine i due si baciano, ma Jen poi si ferma dato che stavano quasi per fare l'amore, successivamente Kasdan sorprende il flagrante Jen mentre tenta di disfarsi delle bottiglie di alcolici dalle quali ha bevuto. Anna tenta di convincere Pacey a fare sesso con lei, quest'ultimo però rifiuta la sua proposta, anche se le cose tra Pacey e Joey non stanno andando bene lui la ama e non potrebbe mai rischiare di distruggere ciò che lo lega a lei per un momento di debolezza. Subito dopo Pacey scopre che Joey era lì e che ha ascoltato tutto quello che ha detto, ormai non ha più dubbi su quanto sia profondamente innamorata di lui.
Dawson, in presenza di Evelyn, Gretchen, Mitch e Gail, autorizza che venga staccata la spina, adesso Brooks può morire serenamente. Mentre Joey è nella suite con Pacey gli chiede di scartare il preservativo, adesso ha capito quanto Pacey è importante nella sua vita e infine si concede a lui.

## Mentire per amore
- Titolo originale: Four Stories
- Diretto da: David Petrarca
- Scritto da: Tom Kapinos

### Trama
Dopo aver fatto l'amore, Joey e Pacey stanno ancora dormendo della loro camera d'albergo, ora che la gita scolastica è finita Kasdan riporta i suoi studenti a Capeside con il pullman, Drue decide di fare uno scherzo a Joey e Pacey facendo credere a Kasdan che sono già dentro il pullman che infatti parte senza di loro.
Dato che sono rimasti in albergo, i due aspettano il prossimo pullman, e durante l'attesa Pacey cerca di parlare con Joey di ciò che è successo: emerge tutta l'insicurezza di Pacey il quale provoca Joey con domande inappropriate, con l'evidente intenzione di litigare con lei, arriva persino a chiederle se sarebbe disposta a confessare a Dawson che ormai ha perso la sua verginità qualora quest'ultimo le ponesse la domanda. Joey afferma che non avrebbe nessun problema a essere onesta con Dawson, purtroppo Pacey ha capito che lui e Joey hanno affrontato questa esperienza in due modi diversi, lui ormai non ha più dubbi che Joey è la cosa più bella della sua vita, mentre la ragazza non pare particolarmente entusiasta di aver fatto l'amore con lui. Joey fa capire a Pacey che, diversamente da lui che era già stato con Tamara e Andie, lei non aveva mai fatto sesso con nessun altro, deve ancora elaborare quello che è accaduto, tuttavia mentre facevano l'amore Pacey è stato in grado di farla sentire al sicuro, ed è questo ciò che più ha apprezzato.
Dawson sta soffrendo per la morte di Brooks, la sua era ormai una vita senza affetti, Gretchen gli fa una confessione, lei si era innamorata di Dawson quando avevano visto insieme il film girato da Brooks, ricordando con affetto quando lui incoraggiò Dawson a baciare Gretchen la prima volta. Patrick Felker, l'avvocato di Brooks, va a trovare Dawson chiedendogli di raggiungerlo nel suo studio, pare che ci sia un argomento importante di cui vuole discutere con lui.
Kasdan decide di non punire Jen per quello che è accaduto alla gita, però la costringe a prendere appuntamento con un terapista, Tom Frost. Jen si presenta all'appuntamento nello studio di Frost, egli si rivela un uomo serio e paziente, Jen prova un certo disagio, è ovvio che non vuole discutere dei suoi problemi parlando solo tramite conversazioni superficiali. Frost è anche disposto a mentire a Kasdan facendogli credere che Jen ha preso parte alle sedute con lui con serietà, infatti non volendo forzarla ad esternare i suoi disagi, le dà il permesso di andarsene. Jen è decisamente delusa ritenendo che Frost non sta affrontando questa faccenda con abbastanza insistenza, egli allora decide di esprimere la propria opinione avendo capito che Jen sta soffrendo per il mancato amore dei propri genitori, non si fida degli uomini, gli alcolici e le droghe sono solo un modo per evadere dai suoi problemi, oltre a evidenziare che, il vero motivo per cui era tentata di fare sesso con Jack, è legato all'omosessualità di quest'ultimo, sapendo che infatti Jack non può amarla. Jen decide finalmente di dare una possibilità a Frost entrando più in confidenza con lui.
Joey e Dawson trascorrono la serata insieme da buoni amici, quest'ultimo le confessa che l'avvocato di Brooks gli ha dato un'inaspettata notizia, gli sono stati lasciati in eredità dei soldi, e ci terrebbe a investirli nei suoi studi all'università. Dawson non può fare a meno di domandare all'amica se lei ha perso la verginità con Pacey, tuttavia nonostante avesse giurato a Pacey che sarebbe stata onesta con Dawson se lui le avesse posto questa domanda, finisce col mentirgli dicendogli che lei e Pacey non hanno ancora fatto sesso, ciò non fa che confermare che Joey prova ancora dei sentimenti per Dawson.

## Giochi ad incastro
- Titolo originale: Mind Games
- Diretto da: David Straiton
- Scritto da: Gina Fattore

### Trama
Gretchen ha capito che Pacey e Joey hanno fatto l'amore, però la faccenda prende una brutta piega quando Dawson, mentre è tutto solo con Gretchen, le spiega che Joey è ancora vergine dato che è stata quest'ultima a dirglielo, lui ingenuamente ha creduto alle sue parole, ora Gretchen ha capito che Joey ha raccontato a Dawson una bugia. Jen inizia a sentirsi più a suo agio in compagnia di Frost, aprendosi con lui durante le loro sedute. Jack ha capito che Jen inizia a nutrire interesse per lo psicologo, tanto che si mettono anche a pedinarlo.
Mentre Pacey è tutto solo in casa con Joey, fa sesso con lei, poi arriva Dawson, e a quel punto Pacey lo invita gentilmente a entrare, di conseguenza Joey si nasconde; Dawson confessa a Pacey che è preoccupato per Gretchen, è da un po' che non la sente temendo di averla offesa parlando di Joey con lei. Quando Dawson va via tra Pacey e Joey si crea dell'imbarazzo, è evidente che Pacey è deluso dal fatto che Joey si era nascosta per evitare che Dawson la vedesse in accappatoio e intuisse che lei e Pacey avevano fatto l'amore.
Gretchen si mette a litigare con Joey, avendo trovato sgradevole il fatto che lei abbia mentito a Dawson facendole notare che sono state le bugie ad allontanarlo da Joey e nonostante tutto quest'ultima continua a perpetuare questo comportamento. Gretchen mette in evidenza l'ipocrisia di Joey, la quale afferma di aver mentito a Dawson solo per rispetto della propria privacy quando in realtà è ovvio che, nello specifico, non vuole che sia Dawson a sapere che lei non è più vergine. Gretchen cerca di far capire a Joey che non è con le menzogne che salverà il suo rapporto con Dawson oltre al fatto che, con le sue bugie, sta mancando di rispetto sia a Dawson che a Pacey.
Jack e Jen continuano a seguire Frost fino a un raduno dove vengono lette delle poesie, ed è lì che conoscono Robin, la fidanzata di Frost, inoltre quest'ultimo si era già accorto che Jen lo stava seguendo. Pacey ha notato che Gretchen è di cattivo umore, e davanti alle insistenti domande del fratello Gretchen gli confessa che Joey ha mentito a Dawson il quale crede ancora che Joey è vergine.
Dawson si scusa con Joey per averle chiesto se aveva fatto l'amore con Pacey, adesso ha capito che uno dei problemi nel loro rapporto è che lui e Joey erano troppo in confidenza, e ora ha compreso che non aveva il diritto di farle una domanda di natura così personale. Jen e Frost affrontano con ironia quello che è accaduto, anche perché Frost ha capito che Jen voleva seguirlo solo per imparare a conoscerlo meglio e vedere se lui è degno della sua fiducia.
Dawson fa le sue scuse a Gretchen temendo di averla turbata parlando di Joey con lei così liberamente, ma Gretchen gli spiega che non è arrabbiata, al contrario apprezza il fatto che lui sia sempre onesto nei suoi confronti. Gretchen confida a Dawson che in una relazione, la fiducia è molto più complessa del sesso, anche fidandosi incondizionatamente di una persona c'è il rischio di non essere corrisposti, ecco perché per Gretchen è fondamentale che Dawson non smetta mai di essere sincero con lei.
Joey e Pacey si mettono a passeggiare insieme, quest'ultimo tenta di dirle che ha scoperto della bugia che ha raccontato a Dawson, ma all'ultimo momento non trova il coraggio di farlo, entrambi preferiscono fingere che vada tutto bene, ormai non riescono più a comunicare, ciò presagisce che il loro legame si sta indebolendo.

## Grazie, Dawson
- Titolo originale: Admissions
- Diretto da: Lev L. Spiro
- Scritto da: Barbara Siebertz

### Trama
Joey e Dawson vengono rispettivamente ammessi all'università di Worthington a Boston e all'USC di Los Angeles, mentre Jen e Jack desiderano frequentare lo stesso college. Gretchen è preoccupata per Pacey, ha notato che quest'ultimo è troppo concentrato su Joey tanto da non avere più aspirazioni personali. Joey è consapevole che la sua imminente partenza per Boston potrebbe danneggiare il rapporto con Pacey avendo anche notato che quest'ultimo, tendenzialmente, non vuole affrontare l'argomento. Jen, durante una delle sue sedute con Frost, gli confessa che non ricorda molto bene l'ultima conversazione che ebbe con suo padre prima di lasciare New York, per qualche motivo il solo pensarci le mette angoscia.
La signora Watson dà una cattiva notizia a Joey, la borsa di studio che le è stata accordata non può più coprire tutte le spese scolastiche dal momento che il bed & breakfast è diventata un'attività abbastanza redditizia, quindi Joey deve versare almeno 15 000 dollari per la tassa di iscrizione. Dawson si offre di pagarla lui stesso con il denaro che Brooks gli ha lasciato in eredità, ma Joey per orgoglio si rifiuta di accettare. Dawson allora prova a convincere Pacey a far cambiare idea a Joey, trovando inaccettabile che lei rinunci all'università dopo tutti gli ostacoli che ha affrontato.
Jen, memore che era in compagnia di Drue quando trascorse la sua ultima notte a New York, prova a domandargli se ricorda qualcosa riguardo a quanto successo. All'inizio lui la fa arrabbiare con parole offensive, ma poi vedendola soffrire, capendo di aver esagerato, le chiede scusa e le racconta quello che successe: Jen era sotto l'effetto di droghe, i suoi genitori decisero di cacciarla via di casa dopo quello che era accaduto con Billy, lei invitò Drue a seguirla a casa sua, a quel tempo Drue aveva un debole per lei, ma tra i due non successe niente perché in quel momento arrivò il padre di Jen che, vedendola con Drue si mise a litigare con la figlia, Drue andò subito via, ricorda soltanto che il padre di Jen le diede della poco di buono mentre lei lo chiamò ipocrita. Jen porge a Drue le sue scuse, lei quella sera lo aveva manipolato solo per far arrabbiare il padre.
Joey spiega a Pacey che rimanderà di un anno il suo trasferimento a Boston, ma lui non può accettarlo, temendo che Joey, continuando a protrarre la sua permanenza a Capeside, finirebbe per abituarsi e perderebbe il desiderio di andarsene, convincendola ad accettare i soldi di Dawson. Tuttavia lei preferisce essere sincera con il suo amico, gli confessa di aver perso la verginità con Pacey, e sentendo queste parole Dawson è visibilmente deluso, avendo capito che Joey gli aveva mentito perché, ora che si stavano riconciliando, egoisticamente desiderava che Dawson si illudesse di poter ancora essere la persona più importante della sua vita.
Proprio quando Joey stava per dire la verità a Pacey, egli le spiega che non è necessario, già sapeva che aveva mentito a Dawson riguardo la sua verginità, ma questo non è il loro unico problema perché davanti alla prospettiva che Joey non possa frequentare Worthington, lui ammette di esserne equamente dispiaciuto e felice, se Joey dovesse frequentare una prestigiosa università ciò osteggerà la loro relazione, a quel punto Pacey la supplica di lasciarlo qualora lei avesse il sentore che potrebbe danneggiarla, ma lei si rifiuta di farlo, non intende rinunciare a lui.
Jen non riesce a capire per quale motivo litigò con suo padre quella notte, ha capito però che non era semplicemente arrabbiata con lui per la sua decisione di mandarla a Capeside, era successo qualcos'altro. Frost fa capire a Jen che il problema non è il disprezzo che prova per i suoi genitori, ma il disprezzo nei propri confronti, si è sentita privata dalla felicità e dunque si è rovinata la vita con il sesso e le droghe, senza autocontrollo. Frost è della convinzione che Jen continuerà a farsi del male da sola finché non approfondirà i problemi legati alla figura paterna, solo così smetterà di odiarsi.
Dawson dà a Joey i soldi che le servono per l'iscrizione a Worthington, lui non ha idea di quale sia il futuro che attenderà entrambi ma in ogni caso ha capito che l'affetto che prova per lei trascende ogni cosa. Joey questa volta accetta il denaro e abbraccia Dawson, essendogli riconoscente per la sua generosità.

## Un tuffo nel passato
- Titolo originale: Eastern Standard Time
- Diretto da: David Grossman
- Scritto da: Jonathan Kasdan

### Trama
Jen va a Manhattan accompagnata da Joey, ha deciso finalmente di parlare con suo padre, mentre Dawson propone a Gretchen un viaggio in auto, una piccola fuga romantica. Pacey sostiene un esame, e successivamente decide di godersi una giornata di svago con Drue il quale, avendo dei documenti falsi sia per lui che per Pacey, lo porta in un bar.
Sebbene Joey sia affascinata dalla bellezza di New York, non ritiene che sia una buona idea che Jen torni a viverci (dato che quest'ultima è stata ammessa all'Università di New York) ritenendo che sia troppo lontana dalla realtà di Capeside alla quale ora è abituata. Jen racconta a Joey un episodio risalente a quando aveva dodici anni, la madre voleva portarla con sé a Capeside ma Jen desiderava rimanere a New York e trascorrere il week end con il padre, di conseguenza alla stazione ferroviaria la madre le diede il permesso di restare con suo padre mentre lei andò a Capeside da sola.
Pacey e Drue si ubriacano e racimolano un po' di soldi giocando a poker con gli altri avventori, Drue comunque spiega a Pacey che ha voluto portarlo lì perché il bar è vicino all'università statale, che per quanto sia modesto ormai si sta prospettando come il futuro più probabile per Pacey.
Benché Joey desiderasse fare un giro turistico di New York preferisce stare accanto a Jen la quale va a trovare Theo, il padre, che si presenta come un uomo gentili e affettuoso, egli abbraccia la figlia, è felice di vederla oltre a essere orgoglioso di lei dato che è stata ammessa all'università, portando a cena sia lei che Joey. Intanto Dawson e Gretchen, dopo sei ore di viaggio, si vedono costretti a fermarsi, infatti la ruota posteriore dell'auto si sgonfia e purtroppo Dawson non porta con sé la ruota di scorta, tra l'altro non hanno abbastanza soldi per pagare il meccanico.
Jen racconta a Joey la parte mancante della storia: non aveva trascorso il week end con il padre, infatti la prima notte ha dormito in un parcheggio, la seconda notte invece la passò nel privé di un night club e la terza notte nel dormitorio di un ragazzo più grande di lei che aveva conosciuto in un bar. Jen ammette che quando andò a casa speranzosa di trascorrere qualche giorno con il padre successe qualcosa che le impedì di stare con lui. Joey chiede a Jen di tornare a Capeside con lei, temendo di perderla ammettendo di aver ancora bisogno di lei, ma Jen decide di lasciarla sola.
Nonostante le disavventure, Dawson e Gretchen si stanno comunque divertendo e, calata la notte, accendono un fuoco sulla spiaggia. Dawson le confessa che, benché sperasse che lui e Joey perdessero al verginità insieme, adesso ha capito quanto sia fortunato, perché a breve andrà all'università, avrà un fratellino e soprattutto sta con Gretchen, una ragazza che ama per davvero, adesso Dawson sente che è finalmente pronto per fare l'amore con lei. I due si baciano con passione, ma Gretchen non trova il coraggio di fare sesso con lui, pur desiderandolo lo ritiene comunque sbagliato, temendo che ora, più che per amore, lo farebbero principalmente per "dimostrare qualcosa".
Mentre Theo è tutto solo viene raggiunto da Jen la quale rievoca ciò che successe durante quel week end, lei era ansiosa si stare con suo padre ma quando tornò a casa lo sorprese a fare sesso con una ragazza adolescente, Theo si era accorto della presenza della figlia, Jen aveva represso quel ricordo, e benché Theo fosse consapevole che lui stesso era la causa dell'infelicità e della dissennatezza della figlia, ha lasciato che Jen continuasse a disprezzarsi. Jen non intende riconciliarsi Theo, ora ha capito che deve perdonarsi da sola per il male che si è autoinflitta.
Doug viene avvisato dalla polizia che Pacey e Drue sono stati arrestati per ubriachezza molesta dopo aver litigato con il barista il quale aveva capito che stavano usando dei documenti falsi. Doug, stufo dell'irresponsabilità del fratello, lo accusa di essere un fallito nonché una continua fonte di imbarazzo per la famiglia, a quel punto Pacey in uno slancio di rabbia arriva quasi ad aggredirlo fisicamente, Doug lo aiuta a calmarsi ma ormai ha capito che suo fratello sta perdendo il proprio autocontrollo, Pacey ora più che mai si sta rassegnando al futuro mediocre che lo attende.
Mentre Joey è alla stazione ferroviaria, viene raggiunta da Jen, le due amiche si abbracciano e tornano insieme a Capeside. Jen ha deciso di interrompere la terapia, benché Frost ritenga che lei debba esplorare più a fondo i suoi problemi, Jen ormai non lo ritiene più necessario.

## Ritardi... e arrivi
- Titolo originale: Late
- Diretto da: David Petrarca
- Scritto da: Jeffrey Stepakoff

### Trama
Mentre Jack e Tobey sono al corso di lettura per bambini, quest'ultimo va via tornando a casa, ma alla fermata dell'autobus, un individuo dall'aria losca si avvicina a lui. Pacey è partito con Doug per una battuta di pesca, Joey prova inutilmente a mettersi in contatto con lui, per qualche strano motivo pare agitata.
Gail accoglie in casa sua Jen, Evelyn, Bessie, Joey e Gretchen per festeggiare l'imminente nascita del bambino. Jack va a trovare Tobey a casa sua vedendolo malconcio, lui afferma che dei tossici lo hanno aggredito, ma non desidera sporgere denuncia. Jack spiega a Jen che ha intuito che Tobey gli ha mentito, è stato picchiato solo perché è gay, tuttavia Jack non intende intromettersi. Jen ritiene che invece lui debba intervenire avendo capito che, dato che anche Jack e gay, lui preferisce non prendere una posizione.
Joey chiede a Gretchen di metterla in contatto con Pacey, ha bisogno di parlare con lui, però Gretchen si rifiuta di farlo, confessando a Joey che Doug non ha portato Pacey a pescare, ma in campeggio nella speranza di aiutarlo a trovare un po' di tranquillità, spiegandole che era stato arrestato per aver bevuto in un bar, quindi Gretchen chiede a Joey di lasciarlo in pace ritenendo che per Pacey la cosa migliore sia evitare di addossargli altri problemi. Joey però è irremovibile, desidera parlare con lui perché ha un ritardo nel ciclo mestruale, teme di essere incinta.
Gretchen confessa a Dawson che forse si trasferirà a Boston perché ha fatto domanda per un lavoro in una redazione giornalistica, ormai Dawson si sta rendendo conto che, nonostante il vicendevole amore tra lui e Gretchen, quest'ultima non intende salvare la loro relazione, infatti lei ammette che non vuole fare l'amore con lui perché è consapevole che prenderanno strade diverse e il distacco sarebbe ancora più difficile.
Joey confessa a Bessie che probabilmente è incinta, di conseguenza Bessie le compra un test di gravidanza, e Joey scopre con sollievo che l'esito è negativo, non aspetta un bambino come temeva. Jack si presenta nuovamente a casa di Tobey, accompagnato da un poliziotto, l'agente Sullivan, che si occupa di crimini legati ai minori, Jack ha capito che erano stati i genitori di Tobey a convincerlo a non sporgere denuncia, ma Sullivan gli spiega che statisticamente chi è omosessuale ha maggiori probabilità di essere aggredito. Tobey allora racconta quello che è accaduto, mentre era solo con quell'uomo alla fermata dell'autobus arrivò un complice che lo aiutò ad aggredirlo oltre a riempirlo di insulti omofobi.
Gail viene portata in ospedale e partorisce, nasce una bambina e decide di chiamarla Lilly (Lillian) come la madre di Joey e Bessie. Pacey, esortato da Gretchen, telefona a Joey ma dato che quest'ultima non è incinta, preferisce non dirgli niente.

## Situazione impossibile
- Titolo originale: Promicide
- Diretto da: Jason Moore
- Scritto da: Maggie Friedman

### Trama
Tutti si preparano per il ballo di fine anno, Tobey dietro incoraggiamento di Jen, invita Jack a venirci con lui; anche se Jack accetta, trovando il comportamento di Jen un po' invadente, le fa uno scherzo mettendola nella posizione di andare al ballo con Drue, quest'ultimo infatti è entusiasta di accompagnare Jen. Gretchen non ottiene il lavoro per cui aveva fatto domanda, essendo priva di un titolo di studio universitario.
Dawson, Gretchen, Joey, Pacey, Drue, Jen, Jack e Tobey vanno al ballo studentesco che viene tenuto a bordo di un battello, e nonostante il desiderio di vivere una bella serata, emergono tutti i problemi del gruppo, Pacey ad esempio non gradisce molto la compagnia di Joey, è frustrato ma non vuole aprirsi con la sua fidanzata. Gretchen invece capisce di essere arrivata a un punto fermo nella propria vita, e per la prima volta la differenza d'età tra lei e Dawson è diventata umiliante. Tobey cerca di convincere Jack a ballare con lui, quest'ultimo però, trovando inappropriata la sua offerta, si mette a litigare con Tobey, ribadendo che preferisce averlo accanto a sé solo come amico. Tobey però lo accusa di mentire, perché ha capito che i suoi sentimenti per Jack sono corrisposti, ma lui si ostina a negarli.
Joey e Dawson si mettono a ballare insieme da buoni amici, ma vengono interrotti da Pacey che si mette a litigare con Joey davanti a tutti: non riuscendo più a reprimere la sua rabbia ammette che vederla insieme a Dawson non suscita in lui gelosia, ma solo un senso di indifferenza, ciò che per Pacey è veramente intollerabile è il semplice fatto che lui e Joey sono impelagati in una relazione infelice col solo risultato che lei è ormai troppo abituata ad affrontare con accettazione i fallimenti di Pacey, accusandola di stare con lui solo per pietà. Joey lascia la pista da ballo, indignata dall'accanimento di Pacey nei suoi confronti.
Jen, ubriaca, tenta il suicidio provando a gettarsi dal ponte del battello, ma Drue la convince a non farlo, a breve dovrà trasferirsi a New York per andare all'università, e questo sta creando in lei un insopportabile senso di disagio, tornare a vivere a New York per Jen è troppo difficile essendo un posto legato principalmente a ricordi dolorosi del proprio passato. Drue aiuta Jen a tranquillizzarsi, facendole capire che New York non è la sua unica possibilità, suggerendole di trasferirsi a Boston come alternativa.
Gretchen decide di lasciare Dawson, infatti intende tornare all'università, inoltre è evidente che lui e Joey si amano ancora facendo capire a Dawson che non può ignorare un sentimento così forte. Jack decide di parlare con Tobey con sincerità, ammette che all'inizio era spaventato dalla fierezza con cui Tobey affronta la sua omosessualità, ma adesso ha capito che questo è un aspetto del suo carattere che invece ammira e apprezza, infine lo bacia.
Pacey, dopo essersi calmato, parla con una Joey affranta, spiegandole che la loro relazione è finita dato che era insensato da parte di Joey illudersi che loro due sarebbero rimasti insieme anche dopo il diploma, perché indipendentemente dalla loro volontà Pacey resterà a Capeside (dalla quale in fondo non desidera nemmeno andarsene) mentre Joey si trasferirà a Boston studiando all'università di Worthington, due realtà troppo diverse che non possono conciliarsi, se Joey continuasse a stare con Pacey inevitabilmente finirebbe col rimanere vincolata a Capeside dalla quale lei desidera solo discostarsi, di conseguenza Pacey diverrebbe per Joey solo un ostacolo e lui non può accettarlo. Pacey ammette che, oltre a non avere più amor proprio, ha perso anche la capacità di amarla, nonostante la sua consapevolezza che Joey non ha colpe per i mancati successi di Pacey. Si era illuso di poter compensare il divario tra loro offrendole tutto ciò che aveva, ma adesso non può più accettare il suo amore sapendo di non avere più niente da darle. Anche se Pacey ha agito per il bene di Joey, quest'ultima non accetta il modo in cui lui si è comportato perché, invece che provare a salvare il loro amore, ha solo permesso alle proprie insicurezze di distruggerlo.

## Separarsi
- Titolo originale: Separation Anxiety
- Diretto da: Krishna Rao
- Scritto da: Rina Mimoun

### Trama
Jen torna a casa e vede un agente immobiliare che sta mettendo in vendita la proprietà, ha già trovato dei potenziali acquirenti. Jen pretende una spiegazione, Evelyn le confessa che ha deciso di trasferirsi in una casa di riposo e dato che Jen andrà a studiare all'università, gran parte del denaro ricavato dalla vendita della casa verrà investito per le spese scolastiche.
Kubelik invita Joey a una festa organizzata in onore degli studenti che sono stati ammessi a Worthington, e ci terrebbe che anche Pacey vi partecipasse, sembra che Kubelik voglia fargli una proposta. Tutto fa supporre che Kubelik voglia far ammettere Pacey a Worthington, di conseguenza Pacey accetta l'invito, sia lui che Joey sentono l'uno la mancanza dell'altra, è evidente che desiderano tornare insieme e ciò probabilmente sarebbe possibile se frequentassero la stessa università.
Gretchen suggerisce al fratello di non farsi troppe illusioni, anche se lui e Joey dovessero realmente studiare insieme a Worthington, non necessariamente questo salverebbe il loro rapporto, anche perché tra Joey e Pacey ci sono dei problemi che non sono riusciti ancora a risolvere. Gretchen è pronta a lasciare Capeside, Pacey non può più continuare a vivere nella casa che per tutto questo tempo ha condiviso con la sorella, Gretchen ha convinto il padrone di casa a concedere a Pacey il permesso di viverci solo per un altro mese, infine Pacey e Gretchen si salutano con affetto. 
Dawson non intende rinunciare a Gretchen, le fa quindi una proposta inaspettata: dato che Gretchen prima di tornare all'università desidera concedersi un po' di tempo per viaggiare, Dawson si offre di accompagnarla, è anche disposto a rinunciare alla cerimonia di diploma, vuole partire con lei. Gretchen, seppur colta alla sprovvista, accetta con gioia.
Jen non può accettare che Evelyn venda la casa per farla studiare in una prestigiosa università, dunque decide di iscriversi al Boston Bay e di frequentarlo almeno per due anni, dato che è un'università pubblica le spese per l'iscrizioni saranno meno costose. Jack però ritiene che questo non sia l'unico problema, perché è evidente che Jen ha paura di andare all'università dovendo così rinunciare a Capeside, l'unico posto dove si è sentita al sicuro, ma soprattutto a Evelyn, l'unica persona che è stata capace di accudirla con amore e responsabilità, infatti Jack è della convinzione che Evelyn e Jen hanno bisogno l'una dell'altra.
Pacey e Joey vanno alla festa, quest'ultimo però scopre che Kubelik non intende ammetterlo a Worthington, il rettore Newman infatti ha deciso di prendere in prestito lo yacht di Kubelik per un viaggio estivo e desidera assumere Pacey come marinaio in coperta. Contrariamente alla festa di Natale allo Yacht Club dove Joey faticava a sentirsi a proprio agio, questa volta riesce a inserirsi molto meglio in questo tipo di ambiente, conversando con gli altri studenti con totale naturalezza, adesso Pacey ha la conferma che Joey non ha più bisogno di lui.
Il giorno dopo Joey, che ha trascorso la notte a dormire da Pacey, parla con lui ammettendo che, se avessero potuto studiare insieme a Worthington, avrebbe tentato con Pacey una riconciliazione, quest'ultimo le spiega comunque che lei non è responsabile dei suoi insuccessi ma purtroppo non può starle accanto non accettando che Joey è riuscita a conquistare più successo di lui, infatti anche se Pacey è orgoglioso di tutto ciò che Joey è riuscita a realizzare non è capace di dimostrarglielo. Ora Joey e Pacey possono separarsi rimanendo in buoni rapporti, il rammarico di Pacey è che non starà al fianco di Joey quando lei studierà a Worthington.
Jen convince Evelyn a trasferirsi con lei a Boston, egoisticamente non vuole perdere sua nonna, inoltre ritiene che lasciare Capeside permetterebbe a Evelyn di aprirsi a nuove esperienze. Dawson va a casa di Gretchen, ma non la trova, è già partita lasciando a Dawson un messaggio scritto nell'annuario scolastico che lui le aveva dato, ormai riteneva più saggio che lei e Dawson prendessero da subito strade diverse, anche perché Dawson non aveva bisogno di viaggiare con Gretchen per farla innamorare di lui, dal momento che Gretchen già lo ama.

## Il giorno del diploma
- Titolo originale: The Graduate
- Diretto da: Harry Winer
- Scritto da: Alan Cross

### Trama
La cerimonia di diploma è sempre più vicina, purtroppo Mitch è costretto a umiliare Pacey davanti agli amici impedendogli di partecipare alle prove per la cerimonia su ordine del preside Peskin dato che il permesso è esteso solo agli studenti che si diplomeranno, infatti Pacey non ha ancora conquistato la garanzia di impugnare il diploma, per riuscirci deve superare un ultimo esame scritto, di conseguenza Mitch lo esorta a usare tutto il tempo che Pacey ha a propria disposizione per studiare in vista dell'esame finale.
Dawson, Doug e Joey offrono a Pacey il loro aiuto, ma egli desidera farcela con le proprie forze. Andie intanto torna dell'Italia per il diploma, e dunque Jack la riaccoglie con gioia presentandole Tobey, con il quale ormai ha una relazione seria, Andie è contenta di fare la sua conoscenza.
Kasdan fa tenere agli studenti l'ultimo esame, tuttavia Kasdan parlando con Pacey fa una battuta innocente che però quest'ultimo interpreta come un'offesa personale nei propri confronti, Pacey perde le staffe mettendo a nudo tutta la rabbia che per tanto tempo ha soffocato, ha trascorso tutto l'anno scolastico a impegnarsi per prendere dei buoni voti ma ormai ammette di disprezzare l'istituzione scolastica che premia solo gli studenti migliori e contemporaneamente tratta con ostilità quelli meno motivati, infine lascia l'aula non avendo più intenzione di sostenere l'esame.
Drue, dopo aver avuto un brutto litigio con sua madre, si presenta da Jen chiedendole dell'ospitalità, a quel punto Evelyn accetta di aprirgli le porte di casa sua, principalmente perché le serve dell'aiuto per impacchettare tutta la loro roba in vista dell'imminente trasferimento a Boston.
Mentre Pacey è tutto solo a casa sua riceve l'inaspettata visita di Kasdan, il quale gli chiede di svolgere l'esame proprio lì davanti a lui dato che Pacey aveva studiato sodo per sostenerlo al meglio. A Kasdan non gli importa nulla degli studenti più meritevoli dato che sono egocentrici e non mostrano considerazione ai loro insegnanti, sono invece i ragazzi bisognosi di aiuto come Pacey la ragione per cui lui ha scelto di diventare un docente.
Pacey dà a Andie una bellissima notizia: è riuscito a superare l'esame, adesso può diplomarsi, lei è felicissima tra l'altro Pacey per ora non intende dirlo ai suoi amici, non lo ritiene opportuno dato che ha lavorato per ottenere il diploma solo per conquistare un successo personale e non per essere alla loro altezza. Ci teneva a dirlo a Andie perché lei è stata la prima a credere in lui e nelle sue qualità, inoltre le rivela che ha accettato il lavoro che gli era stato offerto, viaggerà in barca per i Caraibi, finalmente Pacey è pronto ad affrontare il suo futuro con maggiore ottimismo.
Il giorno della cerimonia è arrivato, Dawson, Jack, Drue, Andie, Jen e Joey prendono il diploma con quest'ultima che tiene il discorso per la cerimonia alla quale però Pacey non partecipa, infatti quest'ultimo preferisce prendere un aereo per Miami e poi si imbarcherà per i Caraibi.

## Il lungo addio
- Titolo originale: Coda
- Diretto da: Greg Prange
- Scritto da: Gina Fattore e Tom Kapinos

### Trama
L'estate sta per finire e Dawson trascorre dei giorni di svago con Joey, Jen e Jack dato che a breve si trasferirà a Los Angeles per andare all'università, infatti ha anticipato il trasferimento dato che gli è stato offerto un corso estivo. Anche se Dawson e Joey non si sono ancora confrontati, sono ancora tentati di tornare insieme, infatti Dawson confessa a Jack che pur avendo amato sinceramente Gretchen, non riesce ancora a dimenticare Joey.
Dawson saluta con affetto Jen e Jack i quali gli fanno un regalo: gli hanno comprato un cellulare. Dawson riceve un'inaspettata telefonata da Pacey, ormai lui non si tiene più in contatto con Joey, per adesso non ha la forza di parlarle, ma ha rimpianto di essere partito senza aver salutato Dawson, in passato la loro amicizia era la cosa più importante per Pacey e, nonostante le loro incomprensioni, lui continua a volergli ancora bene. Dawson, apprezzando le sue belle parole, ammette di essere orgoglioso di lui.
Evelyn si prepara a lasciare la sua casa, racconta a Jack e Jen di quando, appena sposata, andò a vivere con la famiglia del marito, comprarono la casa qualche tempo dopo, tuttavia Evelyn ammette che lasciarla non la rende triste, al contrario vede nel suo trasferimento a Boston la possibilità di vivere una nuova avvenuta.
Mentre Dawson è nella sua camera da letto con Joey, i due guardano il film che Dawson girò insieme a Joey durante i loro primi anni di liceo, "Il mostro della laguna" che vinse il primo premio al Film Festival di Boston. È evidente che Joey sente ancora la mancanza di Pacey, confessa a Dawson di rimpiangere di aver mentito a quest'ultimo non avendogli detto fin dall'inizio che aveva perso la verginità con Pacey. Joey si fa coraggio e chiede a Dawson di trascorrere tutta l'estate con lei, ma Dawson è determinato a partire perché ha capito che deve lasciare Capeside mentre Joey deve trovare la sua indipendenza al di fuori dei confini del loro rapporto, infine Joey e Dawson si scambiano un romantico bacio.